# Onthophagus ocelliger
Onthophagus ocelliger é uma espécie de inseto do género Onthophagus, família Scarabaeidae, ordem Coleoptera.
Foi descrita cientificamente por Harold em 1877.[carece de fontes?]